# أنطونيو بيريز (لاعب كرة قاعدة)
أنطونيو بيريز (بالإنجليزية: Antonio Pérez)‏ هو لاعب كرة قاعدة دومينيكاوي، ولد في 26 يناير 1980 في باني في جمهورية الدومينيكان.

## وصلات خارجية
- أنطونيو بيريز على موقعبيزبول رفرنس.كوم (الدوري الرئيسي) (الإنجليزية)
- أنطونيو بيريز على موقعبيزبول رفرنس.كوم (الدوري الثانوي) (الإنجليزية)
- أنطونيو بيريز على موقع مشجعي الرسوم البيانية (الإنجليزية)